# مني وفيني
مسلسل مني وفيني راصداً مجموعة من القضايا الاجتماعية في إطار تحليلي عميق وعبر مجموعة من الخطوط الدرامية المتوازية وحضور لجميع النجوم بشخصيات خارج الأطر التقليدية المعروفة عنها في الأعمال الدرامية السابقة، حيث تدور أحداث المسلسل الدرامي الجديد بين عائلة أبو مشعل، وعائلة أبو سعد، عائلة أبو محمد وعائلة أبو حنان.

## قصة المسلسل
مشعل ومحمد وسعد جيران تجمعهم علاقة قوية رغم اختلاف ثقافتهم وطبقاتهم الاجتماعية، عائلة أبو سعد تعاني من ضيق مادي، والأب غير مسئول، تعاني عائلته من تصرفاته ويحاول أبو مشعل مساعدته ولكن أبو حنان، صديق لهم، يقرر التخلي عنهم ومقاطعتهم، مشعل ينفصل عن زوجته ابتسام بعدما طلبت من القاضي رفع قضية خلع حيث أنه يسيء معاملتها، وفي عائلة أبو محمد، تسيطر أحلام الأخت الكبرى على العائلة بعد وفاة الأب وتصبح متحكمة في أخواتها.

## طاقم العمل
- حسين المنصور بدور أبو مشعل
- فاطمة الحوسني بدور ام مشعل
- عبدالله بوشهري بدور مشعل
- شيماء سبت بدور رقية اخت مشعل
- محمد العجيمي بدور أبو سعد
- باسمة حمادة بدور ام سعد
- محمود بوشهري بدور سعد
- إيمان فيصل بدور فرح اخت سعد
- سعود بوشهري بدور محمد
- احلام حسن بدور أحلام اخت محمد
- شيخه العسلاوي بدور فوز اخت محمد
- شيماء قمبر بدور سلمى اخت محمد
- مشاري البلام بدور زوج سلمى
- عماد العكاري بدور أبو حنان
- صمود بدور حنان
- عبدالرحمن الصايغ بدور فيصل
- بدر الفرحان بدور عدنان
- ياسر العماري بدور شريك سعد
- بدر البلوشي
- عبدالعزيز الصايغ
- عبدالله فريد
- ساره العنزي بدور ابتسام